# Орље
Орље је насеље у Србији у општини Тутин у Рашком округу. Према попису из 2022. било је 232 становника.

## Познате личности
У селу је рођен главни муфтија Мешихата Исламске заједнице у Србији Муамер Зукорлић.

## Демографија
У насељу Орље живи 158 пунолетних становника, а просечна старост становништва износи 29,4 година (28,7 код мушкараца и 30,1 код жена). У насељу има 52 домаћинства, а просечан број чланова по домаћинству је 4,90.
Ово насеље је у потпуности насељено Бошњацима (према попису из 2002. године), а у последња три пописа, примећен је пад у броју становника.
|  |

| Демографија | Демографија | Демографија |
| Година      | Становника  | Становника  |
| ----------- | ----------- | ----------- |
| 1948.       | 375         |             |
| 1953.       | 435         |             |
| 1961.       | 421         |             |
| 1971.       | 433         |             |
| 1981.       | 473         |             |
| 1991.       | 420         | 412         |
| 2002.       | 255         | 323         |

| Етнички састав према попису из 2002.‍ | Етнички састав према попису из 2002.‍ | Етнички састав према попису из 2002.‍ | Етнички састав према попису из 2002.‍ | Етнички састав према попису из 2002.‍ |
| ------------------------------------ | ------------------------------------ | ------------------------------------ | ------------------------------------ | ------------------------------------ |
|                                      |                                      |                                      |                                      |                                      |
| Бошњаци                              | Бошњаци                              |                                      | 255                                  | 100,0%                               |
| непознато                            | непознато                            |                                      | 0                                    | 0,0%                                 |

| Година пописа     | 1948. | 1953. | 1961. | 1971. | 1981. | 1991. | 2002. |
| ----------------- | ----- | ----- | ----- | ----- | ----- | ----- | ----- |
| Број домаћинстава | 57    | 63    | 62    | 69    | 78    | 78    | 52    |

| Број чланова      | 1 | 2 | 3 | 4  | 5 | 6 | 7 | 8 | 9 | 10 и више | Просек |
| ----------------- | - | - | - | -- | - | - | - | - | - | --------- | ------ |
| Број домаћинстава | 4 | 4 | 7 | 10 | 8 | 8 | 5 | 1 | 4 | 1         | 4,90   |

| Пол    | Укупно | Неожењен/Неудата | Ожењен/Удата | Удовац/Удовица | Разведен/Разведена | Непознато |
| ------ | ------ | ---------------- | ------------ | -------------- | ------------------ | --------- |
| Мушки  | 87     | 34               | 50           | 3              | 0                  | 0         |
| Женски | 91     | 28               | 58           | 4              | 1                  | 0         |
| УКУПНО | 178    | 62               | 108          | 7              | 1                  | 0         |

| Пол    | Укупно                    | Пољопривреда, лов и шумарство | Рибарство                            | Вађење руде и камена | Прерађивачка индустрија       |
| ------ | ------------------------- | ----------------------------- | ------------------------------------ | -------------------- | ----------------------------- |
| Мушки  | 34                        | 13                            | 0                                    | 0                    | 4                             |
| Женски | 8                         | 7                             | 0                                    | 0                    | 1                             |
| УКУПНО | 42                        | 20                            | 0                                    | 0                    | 5                             |
| Пол    | Производња и снабдевање   | Грађевинарство                | Трговина                             | Хотели и ресторани   | Саобраћај, складиштење и везе |
| Мушки  | 0                         | 5                             | 5                                    | 0                    | 1                             |
| Женски | 0                         | 0                             | 0                                    | 0                    | 0                             |
| УКУПНО | 0                         | 5                             | 5                                    | 0                    | 1                             |
| Пол    | Финансијско посредовање   | Некретнине                    | Државна управа и одбрана             | Образовање           | Здравствени и социјални рад   |
| Мушки  | 0                         | 0                             | 0                                    | 2                    | 0                             |
| Женски | 0                         | 0                             | 0                                    | 0                    | 0                             |
| УКУПНО | 0                         | 0                             | 0                                    | 2                    | 0                             |
| Пол    | Остале услужне активности | Приватна домаћинства          | Екстериторијалне организације и тела | Непознато            | Непознато                     |
| Мушки  | 4                         | 0                             | 0                                    | 0                    | 0                             |
| Женски | 0                         | 0                             | 0                                    | 0                    | 0                             |
| УКУПНО | 4                         | 0                             | 0                                    | 0                    | 0                             |